# Jan Kowalczyk
Jan Kowalczyk, född 18 december 1941 i Drogomyśl i Schlesiens vojvodskap, död 24 februari 2020 i Warszawa, var en polsk ryttare.
Han tog OS-silver i lagtävlingen i hoppningen i samband med de olympiska ridsporttävlingarna 1980 i Moskva.